# Kostelec u Heřmanova Městce (hrad)
Kostelec u Heřmanova Městce je zaniklý hrad, který stával v místech kostela svatého Petra a Pavla na návrší nad východním okrajem Kostelce. Založen byl koncem první poloviny třináctého století a na začátku následujícího století zanikl. Jeho pozůstatky jsou chráněny jako kulturní památka.

## Historie
O hradu se nedochovaly žádné písemné historické prameny a jeho majitelé jsou odvozováni jen na základě používaných přídomků. První písemná zmínka o Kostelci se nachází v přídomku Oldřicha z Kostelce a pochází z roku 1257. Stejný přídomek používali Werner z Kostelce (1263, 1264) a Herman z Kostelce (1279 a 1318). Zmínka z roku 1318 je poslední, která nepřímo dokládá existenci kosteleckého panského sídla. Předpokládá se, že po vzniku Heřmanova Městce přestal být Kostelec vrchnostenským sídlem a vrchnost se přestěhovala na mrdickou tvrz. Podle archeologického výzkumu byl hrad založen v pokročilé fázi první poloviny třináctého století a na začátku století čtrnáctého byl opuštěn.
Kostelecký hrad patří k nejstarším panským sídlům na Chrudimsku a je dokladem rozrůstání šlechtického dvorce do podoby hradu přechodného typu, který nedokázal uspokojit rostoucí nároky šlechty a po krátké době byl opuštěn.

## Stavební podoba
Jednodílný hrad měl přibližně oválný půdorys s rozměry asi 75 × 60 metrů. Tíha obrany spočívala na okružním příkopu až deset metrů širokém, před nímž se nacházel pět metrů široký val. Na přístupnější východní straně bylo opevnění zdvojeno nebo dokonce ztrojeno. Valem a příkopem chráněná trojúhelníková plošina s rozměry 30 × 40 metrů na jihu je považována za předhradí. Jediný fragment zdiva, snad část hradby, je patrný na západě. Většinu ohrazené plochy tvoří hřbitov v okolí kostela svatého Petra a Pavla, který byl nedílnou součástí hradu. Archeologický výzkum doložil existenci dřevěné a posléze i zděné zástavby.